# Echinopterys
Echinopterys é um género botânico pertencente à família Malpighiaceae.

## Espécies
- Echinopterys eglandulosa (A.Juss.) Small
- Echinopterys lappula A.Juss.
- Echinopterys setosa Brandegee